# Alshair Fiyaz
Alshair Fiyaz est un entrepreneur pakistanais, joueur et propriétaire du Polo Club de Saint-Tropez-Haras de Gassin.

## Carrière
Frère du milliardaire pakistanais Javed Fiyaz, il est à la tête de la société financière ALFI Investments et d'une fortune estimée en 2012 à trois milliards de livres.
Il a notamment acquis en 2007 80 % des parts de Global Oceanic Carriers, ajoutant huit navires à sa flotte, la chaine danoise des Magasins de Nord en 2009, et 10 % des parts de Eland Oil & Gas en 2012, via sa société d'investissement, Solstice International Investments.
L'homme d'affaires s'est également intéressé au secteur hôtelier avec l'achat, pour 150 millions de dollars, du Bella Sky Comwell Hotel de Copenhague et l'Hôtel Marriott de la même ville en 2014 via le groupe Solstra.
Il se sert du Polo club Saint-Tropez pour des rencontres d'affaires, comme, lors de négociations pour le rachat de la société Metrogas, avec l'homme d'affaires José Luis Manzano (es),.
Son nom apparaît dans les Panama Papers. En juin 2018, le gouvernement danois rompt un accord avec la Soltra, dont il est l'un des principaux actionnaires. Le groupe devait assurer la location d'un bâtiment à l'administration fiscale,.
Il rachète en 2014 le yacht Ecstasea, construit pour Roman Abramovitch,. Il est considéré comme l'un des yachts le plus rapides du monde et accueille des célébrités.

## Philanthropie
Il a également créé en 2006 l'ALFI Foundation, une organisation de charité dans le but d'aider le développement des personnes et sociétés défavorisées en investissant dans des projets.

## Le monde du polo
Alshair Fiyaz est un joueur de polo (handicap 0), fondateur et propriétaire de l'équipe F Polo Team en 2006. Elle a emporté plusieurs tournois depuis : la Farewell Cup (2007), l'International Polo Cup (2009) à Gassin, la Côte d' Azur Cup (2012).
Après avoir investi auprès de l'ancienne propriétaire du Polo Club de Saint-Tropez-Haras de Gassin, Corine Schuler, Alshair Fiyaz en est devenu le seul propriétaire en 2014.
Avec le nouveau directeur, l'ancien joueur de polo Justin Gaunt, et le soutien de la famille Pieres, il souhaite faire de ce lieu l'un des principaux centres de polo du monde. Cela s'est traduit par de nombreux investissements, dont 20 millions annoncés en 2017, et d'importants travaux aux haras de Gassin.
Son équipe, la F Polo Team, est en 2018 l'une des onze plus importantes équipes au monde.